# Theaterhochschule Leipzig

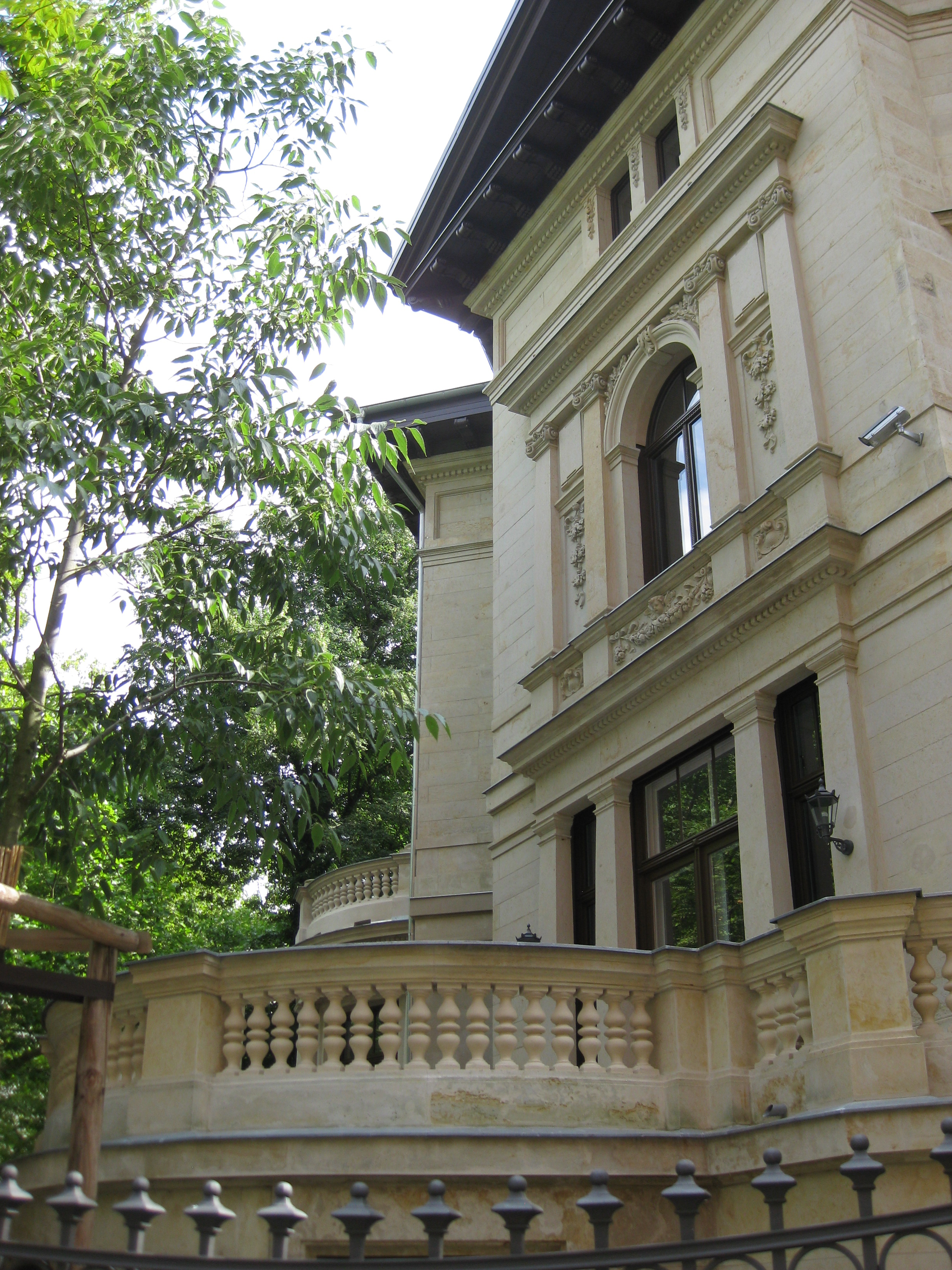
Villa Sieskind, ehemaliger Sitz der Theaterhochschule „Hans Otto“ (heute in Privatbesitz der GRK Holding)

Die Theaterhochschule „Hans Otto“ Leipzig war eine Theaterhochschule in Leipzig, die von 1953 bis 1992 bestand.

## Geschichte
Die Theaterhochschule Leipzig ging am 1. November 1953 aus dem Zusammenschluss des Deutschen Theater-Instituts Weimar, als dessen Nachfolgeeinrichtung sie sich verstand, mit der Theaterschule Leipzig hervor. Erster Rektor war der ehemalige Weimarer Institutschef Otto Lang. Im Jahr 1967 erhielt die Theaterhochschule den Namen Theaterhochschule Hans Otto nach dem 1933 von den Nationalsozialisten ermordeten Schauspieler Hans Otto. Die Hochschule residierte in der Villa Sieskind in der Wächterstraße 15 im Leipziger Musikviertel sowie in benachbarten Gebäuden in der Beethovenstraße 15 und der Schwägrichenstraße 3.
Auch programmatisch begriff sie sich – insbesondere durch die Pflege des schauspielmethodischen und theoretischen Erbes von K. S. Stanislawski – als direkte Nachfolgerin des Weimarer Instituts. Erst gegen Ende der 1960er Jahre kam die Berufung auf die Schauspieltheorie Bertolt Brechts hinzu. Maßgeblichen Anteil an der Korrektur der ideologischen Vorbehalte gegen Brechts Methodik hatte der Schauspiellehrer Rudolf Penka, Absolvent und Mitarbeiter des Weimarer Instituts und seit den 1960er Jahren an der Berliner Hochschule für Schauspielkunst tätig.
1964 wurde die Schauspielausbildung an der Leipziger Theaterhochschule von drei auf vier Jahre verlängert. Zugleich wurde ein Studiosystem ins Leben gerufen, das den Studenten nach Abschluss des zweijährigen Grundstudiums die Möglichkeit bot, bereits Praxiserfahrung am Theater zu sammeln. Sie erhielten weiterhin Unterricht in den technischen Fächern (beispielsweise Sprechen und Bewegung), waren jedoch zugleich in den Repertoire-Betrieb des jeweiligen Theaters integriert und produzierten eigene Studio-Inszenierungen. Das Studiosystem war damals einmalig an deutschsprachigen Schauspielschulen und wurde an den Staats- und Stadttheatern Leipzig, Dresden, Karl-Marx-Stadt, zeitweilig auch Magdeburg, Weimar und Halle praktiziert. Das Schauspiel-Studium wurde mit einem Diplom abgeschlossen.
Zum spezifischen Profil der Theaterhochschule ‚Hans Otto‘ zählte die enge Verknüpfung von künstlerisch-praktischer und wissenschaftlich-theoretischer Ausbildung. In den frühen 1970er Jahren wurde die Abteilung Choreografie  gegründet, die bis zum Ende der Theaterhochschule bestand. Zudem bot die Hochschule einen vierjährigen, seit 1975 fünfjährigen Studiengang der Theaterwissenschaft mit Diplomabschluss an.  Leitende Professoren waren u. a. Armin-Gerd Kuckhoff, Rolf Rohmer, Gottfried Fischborn, Eckart Kröplin, Wolfgang Kröplin, Manfred Pauli, Gerda Baumbach und Rudolf Münz. Seit 1960 wurden auch Fernstudiengänge angeboten, die vor allem Theaterpraktikern die Möglichkeit boten, eine wissenschaftliche Qualifikation zu erwerben.
Das Sächsische Hochschulstrukturgesetz vom 10. April 1992 löste die Theaterhochschule „Hans Otto“ zum 30. September 1992 auf. Das Schauspiel wurde als Fachbereich an die Hochschule für Musik und Theater (HMT) „Felix Mendelssohn Bartholdy“ Leipzig angegliedert, die Theaterwissenschaft als neu gegründetes Institut für Theaterwissenschaft an die Fakultät für Geschichte, Kunst- und Orientwissenschaften der Universität Leipzig. Der Fachbereich Choreografie wurde aufgelöst, das theaterwissenschaftliche Fernstudium noch bis zum 31. Dezember 1996 abschließend weitergeführt.
2009 wurde die Fachrichtung Schauspiel der Hochschule für Musik und Theater „Felix Mendelssohn Bartholdy“ Leipzig zum Schauspielinstitut „Hans Otto“ umbenannt.

## Rektoren
Rektoren waren:
- 1953–1958: Otto Lang (1906–1984)
- 1958–1961: Karl Eggstein
- 1961–1969: Armin-Gerd Kuckhoff (1912–2002)
- 1969–1982: Rolf Rohmer (1930–2019)
- 1982–1990: Rudolf Münz (1931–2008)

## Bekannte Professoren und Hochschullehrer
- Gottfried Fischborn (1936–2020), Professor für Dramaturgie und Theatergeschichte
- Peter Förster (1939–2018), Professor für Schauspiel, langjährig Leiter der Schauspielabteilung
- Peter Mario Grau (* 1955), Dozent für Schauspiel
- Jens-Uwe Günther (* 1937), Dozent für Musikerziehung; Komponist
- Maik Hamburger (1931–2020), zeitweilig Gastprofessor
- Peter Herrmann (1941–2015), Musikdozent, Komponist; später Professor für Komposition an der Hochschule für Musik und Theater „Felix Mendelssohn Bartholdy“ Leipzig und 1984–87 deren Rektor
- Dieter Hoffmeier (1932–2023), Professor für Theatergeschichte
- Eckart Kröplin (* 1943), Professor für Theorie und Geschichte des Musiktheaters
- Wolfgang Kröplin (* 1941), Dozent für Drama und Theater Osteuropas; Leipziger Chefdramaturg
- Armin-Gerd Kuckhoff (1912–2002), Professor für Dramaturgie, 1961–69 Rektor der Hochschule
- Rudolf Münz (1933–2008), Professor für ältere Theatergeschichte; 1982–90 Rektor der Hochschule
- Rudi Penka (* 1923), Professor für Schauspiel, Leiter der Schauspielabteilung; seit 1962 Direktor der Schauspielschule Berlin (später Hochschule für Schauspielkunst „Ernst Busch“ Berlin)
- Gerhard Piens (1921–1996), Chefdramaturg am Staatsschauspiel Dresden
- Rolf Rohmer (1930–2019), Professor für Theatergeschichte, 1969–82 Rektor der Hochschule
- Tom Schilling (* 1928), Choreograph, Professur für Choreographie (ab 1986)

→ Weitere bekannte Professoren

## Bekannte Absolventen
(alphabetische Reihenfolge)
- 1983: Thomas Bading (* 1959), Schauspieler und Theaterregisseur
- 1973: Gerda Baumbach (* 1950), Theaterwissenschaftlerin, Universitätsprofessorin
- 1961: Dieter Bellmann (1940–2017), Schauspieler und Regisseur
- 1968: Heinz-Martin Benecke (* 1938), Schauspieler und Autor
- Astrid Bless (1944–2009), Schauspielerin und Kabarettistin
- Sarah Bonitz (* 1988), Schauspielerin
- 1980: Dagmar Borrmann (* 1955), Dramaturgin und Theaterwissenschaftlerin
- Thomas Büchel (* 1965), Schauspieler
- 1980: Ulrich Burkhardt (1951–1997), Dramaturg, Intendant des Meininger Theaters
- 1988: Olaf Burmeister (* 1960), Schauspieler
- Alexander Darkow (* 1980), Schauspieler
- Hendrik Duryn (* 1967), Schauspieler
- 1977: Uta Eisold (* 1954), Schauspielerin und Regisseurin
- 1965: Peter Ensikat (1941–2013), Schriftsteller und Kabarettist, Künstlerischer Leiter der Berliner Distel
- Eberhard Esche (1933–2006), Schauspieler
- 1965: Günter Falkenau (1938–2004), Schauspieler und Regisseur
- 1963: Klaus Fiedler (1938–2013), Theaterregisseur
- 1959: Gottfried Fischborn (1936–2020), Theaterwissenschaftler und Hochschulprofessor
- 1965: Peter Förster (* 1939), Regisseur, langjährig Leiter der Schauspielabteilung
- 1955: Werner Freese (1931–1982), Regisseur, Schauspieldirektor und Dozent
- 1951: Hannelore Freudenberger (* 1929), Schauspielerin
- Renate Geißler (* 1940), Schauspielerin
- Detlef Gieß (* 1951), Schauspieler und Synchronsprecher
- 1957: Hans Jochen Genzel (* 1935), Chefdramaturg der Komischen Oper Berlin
- 1980: Lutz Graf, Regisseur
- Jethro D. Gründer (* 1958), Schauspieler, Autor und Regisseur, Künstlerischer Leiter des Freien Eisenacher Burgtheaters
- 1981: Gerhard Hähndel (* 1956), Schauspieler
- 1954: Gert Hänsch, (1922–1984), Schauspieler
- Sebastian Hartmann (* 1968),  Theaterregisseur, ehemaliger Intendant des Schauspiels Leipzig
- 1978: Uwe Heinrich, Schauspieler
- 1973: Regine Heintze (* 1950 ?), Schauspielerin und Regisseurin
- 1981: Astrid Höschel (* 1957), Schauspielerin, Dozentin
- 1958: Christel Hoffmann (* 1936), Theaterwissenschaftlerin
- Dieter Hoffmeier (1932–2023), Theaterwissenschaftler und Hochschulprofessor
- 1979: Karl Ernst Horbol (* 1953), Schauspieler und Autor
- Susanne Hoss (* 1968), Schauspielerin
- 1970: Dietmar Huhn (* 1944), Schauspieler
- 1974: Matthias Hummitzsch (* 1949), Schauspieler
- Julia Jäger (* 1970), Schauspielerin
- 1966: Hans-Peter Jantzen (* 1944), Schauspieler
- 1994: Jan Jochymski (* 1969), Theaterregisseur
- Joachim John (1933–2018), Maler, Grafiker und Autor
- Rüdiger Joswig (* 1949), Schauspieler und Synchronsprecher
- Sonja Kehler (1933–2016), Schauspielerin und Diseuse
- 1990: Petra Kleinert (* 1967), Schauspielerin
- Volkmar Kleinert (* 1938), Schauspieler, Sprecher und Dramaturg
- Freya Klier (* 1950), Autorin und Regisseurin
- Alexander Kerbst (* 1964), Musicaldarsteller und Schauspieler
- 1966: Hans-Peter Körner (* 1943), Schauspieler und Kabarettist
- 1971: Michael Krieg-Helbig (* 1945), Schauspieler
- Wolfgang Kröplin (* 1941), Theaterwissenschaftler, Leipziger Chefdramaturg
- 1974: Isolde Kühn (1953–2014), Schauspielerin
- 1957: Harry Kupfer (1935–2019), Opernregisseur, Nationalpreis 1. Klasse der DDR
- 1993: Bettina Jahnke (* 1963), Theaterwissenschaftlerin, Regisseurin, Intendantin
- 1992: Guido Lambrecht (* 1968), Theater- und Filmschauspieler
- Thomas Langhoff (1938–2012), Theaterregisseur, Intendant des Deutschen Theaters Berlin
- 1977: Jürgen Leskien (* 1939), Schriftsteller, Dramaturg und Entwicklungshelfer
- 1965: Christel Leuner (1944–2025), Schauspielerin
- 1972: Claudia Loerding (* 1950), Schauspielerin
- 1973: Ute Lubosch (* 1953), Schauspielerin, Dozentin, Regisseurin
- 1952: Hans Dieter Mäde (1930–2009), Dresdener Generalintendant; Generaldirektor der DEFA
- 1957: Hans-Diether Meves (1933–2010), Regisseur am DT Berlin, von 1968 bis zum erzwungenen Rücktritt 1972 Magdeburger Generalintendant
- Steven Merting (* 1970), Schauspieler
- Ronny Miersch (* 1985), Schauspieler
- Hans-Peter Minetti (1926–2006), Schauspieler; Präsident des Verbandes der Theaterschaffenden der DDR
- 1964: Udo Molkentin (* 1936), Schauspieler
- 1979: Ulrich Mühe (1953–2007), Film- und Theaterschauspieler, Oscarpreisträger
- 1984: Heike Müller-Merten (* 1961), Chefdramaturgin in Dresden, Leipzig, Graz
- 1975: Regina Nitzsche (* 1951), Schauspielerin
- 1983: Jochen Noch (* 1956), Theater- und Filmschauspieler, Direktor der Otto-Falckenberg-Schule an den Münchener Kammerspielen
- 1977: Ralf Novak (* 1952), Schauspieler
- 1967: Wolfgang Pampel (* 1945), Schauspieler, Sänger und Synchronsprecher
- 1968: Siegfried Pappelbaum (1937–2020), Schauspieler
- 1983: Tom Pauls (* 1959), Schauspieler und Kabarettist
- Irina Pauls (* 1961), Choreographin
- 1956: Klaus Pfützner (1929–2007), Theaterwissenschaftler, Dramaturg, 1. Sekretär des Theaterverbandes der DDR
- 1956: Klaus Piontek (1935–1998), Schauspieler
- 1959: Otti Planerer (* 1938 ?), Schauspielerin
- Klaus Pönitz (1940–2005), Fernsehschauspieler, Grimmepreisträger
- 1984: Frauke Poolman (* 1961), Schauspielerin
- 1972: Peter Rauch (* 1947), Schauspieler
- Peter Reinhardt, Schauspieler und Synchronsprecher, Vorstandsvorsitzender des Interessenverbands der Synchronschauspieler
- 1985: Arne Retzlaff (* 1960), Regisseur, Schauspieldirektor und Autor
- Gottfried Richter (* 1947), Schauspieler
- Falk Rockstroh (* 1958), Theater- und Filmschauspieler
- Günther Rücker (1924–2008), Erzähler, Dramatiker und Regisseur
- Udo Schenk (* 1953), Schauspieler und Synchronsprecher
- 1965: Klaus Schleiff (1939–2022), Schauspieler und Regisseur
- Erich Schleyer (1940–2021), Drehbuchautor, Moderator, Schauspieler, Fotokünstler, Journalist und Kinderbuchautor
- Andreas Schmidt-Schaller (* 1945), Schauspieler
- Claudia Schmutzler (* 1966), Schauspielerin
- 1986: Dirk Schoedon (* 1964), Schauspieler
- 1954: Benno Schramm (1924–2016), Schauspieler und Regisseur
- 1965: Christoph Schroth (1937–2022), Regisseur und Intendant, Nationalpreisträger der DDR
- Jörg Schüttauf (* 1961), Schauspieler, Grimmepreisträger
- 1970: Elvira Schuster (* 1948), Schauspielerin
- 1984: Götz Schweighöfer (1960–2021), Schauspieler
- Peter Sodann (1936–2024), Schauspieler und Regisseur, Intendant des neuen theaters Halle
- Mike Zaka Sommerfeldt (* 1964), Schauspieler
- Jürgen Stegmann (* 1964), Schauspieler und Regisseur
- Uwe Steimle (* 1963), Kabarettist und Schauspieler, Grimmepreisträger
- Erika Stephan (* 1929), Theaterkritikerin und Hochschullehrerin an der Theaterhochschule 'Hans Otto'
- Manon Straché (* 1960), Schauspielerin
- Erwin Stranka (1935–2014), Filmregisseur und Drehbuchautor
- Hans Teuscher (1937–2015), Schauspieler und Synchronsprecher
- Hermann Toelcke (* 1953), Schauspieler
- 1954: Martin Trettau (1930–2007), Schauspieler
- Susann Uplegger (* 1971), Schauspielerin
- 1956: Klaus Urban (1934–2012), Schauspieler und Intendant
- Winfried Wagner (1937–2018), Schauspieler
- Hasko Weber (* 1963), Schauspieler und Theaterregisseur, ehem. Intendant des Staatstheaters Stuttgart, seit Spielzeit 2013/14 des Deutschen Nationaltheaters Weimar
- 1982: Claudia Wenzel (* 1959), Schauspielerin
- 1989: Tobias Wellemeyer (* 1961), Regisseur und Theaterintendant, z. Zt. am Potsdamer Hans Otto Theater
- 1969: Thomas Wieck, Dramaturg, Professor für Theatergeschichte und angewandte Dramaturgie an der Hochschule für Schauspielkunst „Ernst Busch“ Berlin
- Carina Wiese (* 1968), Schauspielerin
- 1976: Jürgen Wolters (* 1946), Schauspieler
- 1965: Monika Woytowicz (* 1944), Schauspielerin